# Enrico Damiani
Enrico Damiani (Roma, 28 aprile 1892 – Roma, 10 dicembre 1953) è stato uno slavista e traduttore italiano.

## Biografia
Già segretario e poi direttore generale, dal 1927 al 1950, presso la Biblioteca della Camera dei deputati, a partire dagli anni Venti cominciò a interessarsi alle lingue straniere, in particolar modo slave, scrivendo di autori russi e bulgari.
Dal 1928 al 1935, tenne corsi semestrali di letteratura italiana presso l'università di Sofia. Da questo momento in poi, portò avanti un'opera di divulgazione della cultura bulgara in Italia e di quella italiana in Bulgaria, anche attraverso il periodico bilingue Rivista italo-bulgara di letteratura, storia, arte (Italo-balgarsko Spisanie za literatura, istorija, izkustvo), che diresse e pubblicò a Sofia dal 1931 al 1936. Diede vita anche alla collana "Bibliotechina bulgara", con cui si prefisse simili obiettivi.
Tra gli iniziatori, con Ettore Lo Gatto, Giovanni Maver e Arturo Cronia, della slavistica in Italia, nel 1929 ottenne la libera docenza in lingue e letterature slave presso la facoltà di lettere dell'università di Roma; a partire dal 1931 divenne professore incaricato di letteratura bulgara e polacca.
Dagli anni Quaranta, insegnò anche presso l'Istituto universitario orientale di Napoli.
Tra i suoi scritti più noti, nel 1952 curò il volume Storia letteraria dei popoli slavi, in cui raccolse la sua conoscenza in fatto di letterature slave.

## Opere
- Enrico Damiani, L'Italia in Bulgaria, Roma, Anonima Romana Editoriale, 1927.
- Enrico Damiani, Gli albori della letteratura e del riscatto nazionale in Bulgaria, Roma, Anonima Romana Editoriale, 1928.
- Enrico Damiani, I narratori della Polonia d'oggi, Roma, Ist. Per L'europa Orientale, 1928.
- Enrico Damiani, Ivan Turghenjev, Roma, Ist. Per L'europa Orientale, 1930.
- Enrico Damiani, Piccola guida bibliografica agli studii delle lingue e letterature slave in Italia, Roma, Libreria del Littorio, 1932.
- Enrico Damiani, Sulla questione della trascrizione dei caratteri cirillici in caratteri latini e viceversa, Sofia, Cipev, 1936.
- Enrico Damiani, Breve storia della Bulgaria : dalle origini ai nostri giorni, Roma, Edizioni Roma, 1939.
- Enrico Damiani, La fortuna della lingua italiana in Bulgaria, Firenze, Le Monnier, 1939.
- Enrico Damiani, Avviamento agli studi slavistici in Italia, Milano, Mondadori, 1941.
- Enrico Damiani, Antologia della poesia bulgara contemporanea : testo bulgaro e interpretazione poetica italiana, Napoli, Pironti, 1950.
- Enrico Damiani, Storia letteraria dei popoli slavi dai tempi più remoti ai nostri giorni, Firenze, Valmartina, 1952.